# نووکانگیشوو
نووکانگیشوو (انگلیسی: Novokangyshevo) یک شهرک در شهرستان دیورتیورلینسکی در استان باشقیرستان کشور روسیه است.